# Marco Bui
Marco Bui (Mestre, 17 de octubre de 1977) es un deportista italiano que compitió en ciclismo de montaña en la disciplina de campo a través. Ganó dos medallas en el Campeonato Mundial de Ciclismo de Montaña, plata en 2005 y bronce en 2000, y dos medallas en el Campeonato Europeo de Ciclismo de Montaña de 2005.

## Palmarés internacional
| Campeonato Mundial | Campeonato Mundial     | Campeonato Mundial | Campeonato Mundial         |
| Año                | Lugar                  | Medalla            | Competición                |
| ------------------ | ---------------------- | ------------------ | -------------------------- |
| 2000               | Sierra Nevada (España) | Medalla de bronce  | Campo a través por relevos |
| 2005               | Livigno (Italia)       | Medalla de plata   | Campo a través por relevos |
| Campeonato Europeo |                        |                    |                            |
| Año                | Lugar                  | Medalla            | Competición                |
| 2005               | Kluisbergen (Bélgica)  | Medalla de oro     | Campo a través por relevos |
| 2005               | Kluisbergen (Bélgica)  | Medalla de bronce  | Campo a través             |